# زیبایی موازی
زیبایی موازی (به انگلیسی: Collateral Beauty) فیلمی محصول سال ۲۰۱۶ و به کارگردانی دیوید فرانکل است. در این فیلم بازیگرانی همچون ویل اسمیت، ادوارد نورتون، کیرا نایتلی، مایکل پنیا، نائومی هریس، جیکوب لاتیمور، کیت وینسلت، هلن میرن، انریکه مورچیانو، آن داود، کیلی راجرز و مری بث پیل ایفای نقش کرده‌اند.
این فیلم با دوبله فارسی تحت عنوان «زیبایی هر اتفاق» از شبکه سه در دی ماه ۱۴۰۰ و بعد توسط شبکه نمایش بازپخش شد.

## داستان
ویل اسمیت که سهام دار یک شرکت است بعد از فوت دختر کوچکش افسرده شده، از همسرش طلاق می‌گیرد، با مدیریت شرکت دیگر کاری ندارد و کمتر با کسی حرف می‌زند و بیشتر وقت خود را یا در خانه یا در پارک روی یک نیمکت مخصوص یا در حال دوچرخه سواری می‌گذراند.
دوستانش که هم برای وی ناراحت هستند و هم نگران وضعیت شرکت هستند تصمیم می‌گیرند که به وی کمک کنند تا بتواند این بحران روانی را پشت سر بگذارد.
او را زیر نظر می‌گیرند و متوجه می‌شوند که او برای زمان، مرگ و عشق نامه می‌نویسد. آن‌ها هم تصمیم می‌گیرند که سه بازیگر تئاتر را استخدام کنند تا در نقش‌هایی که او به آن‌ها نامه نوشته بازی کنند و جواب نامه‌هایش را بدهند و او را متقاعد کنند که به زندگی برگردد …